# Lakamatyu Witebsk
Lakamatyu Witebsk (biał. ФК «Лякаматыў» Віцебск) – białoruski klub piłkarski z siedzibą w Witebsku. Założony w roku 1949.
Klub w 2000 został rozformowany.

## Historia
Chronologia nazw:
- 1949—1986: Lakamatyu Witebsk (biał. «Лякаматыў» (Віцебск))
- 1987—1991: SKB Witebsk (biał. СКБ (Віцебск))
- 1992: SKB-Lakamatyu Witebsk (biał. СКБ-«Лякаматыў» (Віцебск))
- 1992—2000: Lakamatyu Witebsk (biał. «Лякаматыў» (Віцебск))

Założony w roku 1949. W latach 1987–1991 nazywał się SKB Witebsk. Na początku 1992 zmienił nazwę na SKB-Lakamatyu Witebsk, by latem tego roku powrócić do starej nazwy Lakamatyu Witebsk. Po sezonie 1994/95 spadł z Wyszejszej Lihi i przez następne 3 sezony występował w pierwszej lidze. W 1996 odbyła się fuzja z klubem Dźwina Witebsk. Został utworzony nowy klub z nazwą Lakamatyu-96 Witebsk, który był następcą Dźwiny. Klub Lakamatyu Witebsk w 1997 spadł do trzeciej ligi, a w 2000 został rozformowany.